# Caesar IV
Caesar IV este un joc video în care se construiesc orașe (aprox., din engleză city-building game). Acțiunea jocului are loc în Roma antică. Caesar IV a fost dezvoltat de Tilted Mill Entertainment. Jocul a fost lansat pe 26 septembrie 2006 în America de Nord. Jocul dispune de un motor de joc tridimensional și modelator de comportamente individuale a personajelor din joc. Ca si primul joc Caesar I apărut în 1993, jocul simulează administrația orașelor în Roma antică. Un demo a fost lansat de Tilted Mill pe 16 august 2006. 